# Амран (город)
Амран (араб.  عمران‎) — город в Йемене, в мухафазе Амран.

## География

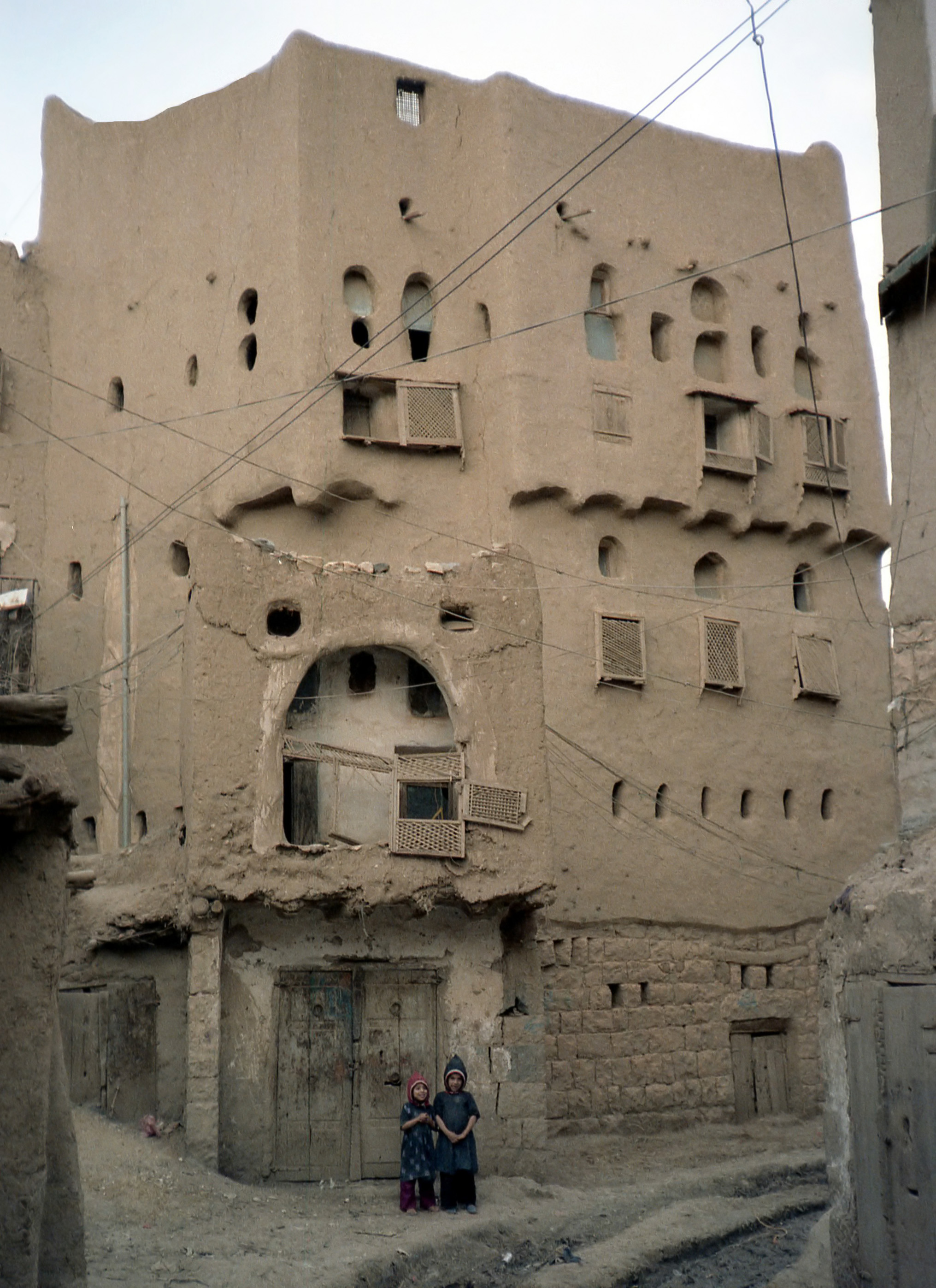
Дом в Амране

Расположен в северо-западной части страны, в 48 км напрямую и 52,9 км по дороге на северо-запад от столицы Сана, на дороге, ведущей из столицы страны в город Саада, на высоте 2256 м над уровнем моря. Административный центр одноимённой мухафазы.

## Описание города
Старый город находится Амрана на небольшом холме, он окружён стенами. Старый город интересен своими домами, которые построены из сырой глины с соломой, что, впрочем, традиционно для засушливых регионов страны.
Современный город находится за пределами городских стен.

## История
По эпиграфике известен с начала 1 тыс. до н. э. Был одним из центров ранней сабейской колонизации в йеменском нагорье.
Амран окружён городской стеной, которая датируются 1720 годом.
В 2004 году Амран был местом столкновения между правительственными войсками и повстанцами из местного племени Хути.

## Население
По данным на 2013 год численность населения города составляла 92 763 человека.
Динамика численности населения города по годам:
| 1994   | 2004   | 2013   |
| ------ | ------ | ------ |
| 28 212 | 76 863 | 92 763 |